# 浦安市立浦安中学校
浦安市立浦安中学校（うらやすしりつ うらやすちゅうがっこう）は、千葉県浦安市海楽二丁目にある市立中学校。
通称は「浦中」（うらちゅう）。浦安市内で最初に設置された中学校である。

## 沿革
- 1947年（昭和22年）5月10日 - 千葉県東葛飾郡浦安町立浦安中学校開校。校舎未完成のため浦安小学校の一部を使用
- 1949年（昭和24年）8月31日 - キティ台風来襲により罹災
- 1954年（昭和29年）5月10日 - 創立記念日の制定
- 1977年（昭和52年）4月1日 - 堀江中学校を分離
- 1981年（昭和56年）4月1日 - 入船中学校を分離。市制施行により、浦安市立浦安中学校に校名変更

## 学校教育目標
『新しい時代を創造する徳性・知性・健康を備えた人間性豊かな社会人の育成』
- きまりを守れる生徒
- 心の豊かな思いやりのある生徒
- 意欲的に学習に取り組む生徒
- 逞しい体力と意思の強い生徒

## 部活動
- 野球部
- 陸上部
- サッカー部
- バスケットボール部（男・女）
- ソフトテニス部（男・女）
- 女子バレーボール部
- 女子ソフトボール部
- バドミントン部
- 卓球部
- 柔道部
- 自然科学部
- 美術部
- 吹奏楽部

過去にあった部活動
- 男子バレーボール部
- 男子ソフトボール部
- 剣道部
- バトン部
- 演劇部
- 相撲部
- 水泳部

## 所在地
- 千葉県浦安市海楽二丁目36番1号

学校は､猫実川の近くにあり､隣接して千葉県立浦安高等学校がある。

## アクセス
- 東京ベイシティバス1系統（舞浜線）乗車約10分。「浦安高校前」下車徒歩1分

## 著名な出身者
- 阿部慎之助 - プロ野球読売ジャイアンツ1軍監督
- 光村龍哉 - NICO Touches the Walls